# Centro Excursionista Friburguense
 Centro Excursionista Friburguense (CEF) é um clube de montanhismo, sendo o segundo mais antigo do Brasil tendo sido fundado em 20 de julho de 1935. 

## Fundadores
Seus fundadores era funcionários das três principais indústrias de Nova Friburgo, na época, as fábricas de Filó, Arp, e Ypú. A iniciativa desse movimento provavelmente partiu do grande número de estrangeiros que veio trabalhar na crescente industrialização na cidade, com a participação do seus colegas friburguenses de trabalho.
Foram fundadores do CEF os seguintes excursionistas: Friederich von Veigl, Eitel Meyer, Ziegfried Joaquim, Paulo Rocha, João de Jesus Louzada, Mozart Batista, Aristides Folly, Herman Prunbaum, Estefan Kaul, João Batista Pimentel, Ferdinand Wehemeyer, Eugenio Polisseni, Rubem Carvalho, Walmir Matiglia, Ernesto Hirsch, Carlos Brustler, Edmund Max Weber e Emil Kramer.
Em virtude da Segunda Guerra Mundial, que envolveu a Alemanha os cefistas alemães se retraíram e com isto esmorecendo as atividades do centro excursionista. Entre os anos de 1943 e 1952 o CEF permaneceu adormecido.
Em 1953, um dos fundadores João Batista Pimentel, procurou o professor Hermano Fontão que já vinha excursionando com um grupo de amigos e propôs que o CEF tivesse continuidade. Como presidente e professor foi grande a participação de estudantes, tendo o CEF chegando a ter cerca de 150 associados. O Centro Excursionista Friburguense contou ainda com o entusiasmo, mesmo idoso do seu fundador Friederich von Veigl. Nesse período foram diversificadas as atividades que até então se resumiam às excursões, grandes caminhadas e escaladas.
Em 1986, surgiu a Equipe Montanus, fundada por jovens entusiastas do alpinismo, liderados por Cláudio Debossan Morais que em 1998, com o apoio da Associação Católica da Juventude Friburguense e Centro Excursionista Friburguense vem se mantendo em atividades até os dias de hoje.